# Eotrachodon
Eotrachodon — рід  птахотазових  качкодзьобих  динозаврів, що жили в пізньому  крейдяному періоді.

## Опис
Гадрозаврид, що характеризується такими автапоморфіями: заглиблення навколо ніздрі з трьох частин, поздовжньо розділене на дорсальну й вентральну западини, остання розділяється на каудовентральну й легко прорізану ростровентральну западини; дорсальна западина, розташована над ніздрею, простягається каудально далі за каудальний кінець каудовентральної западини; каудодорсальна частина навколоніздревого заглиблення над ніздрею врізається в латеральну поверхню носової кістки, глибоко з рострального кінця проте дедалі менше каудально; латеральний відросток передщелепної різко загнуто вентрально, утворює 165-градусний кут із поздовжньою віссю навколоніздревого заглиблення; верхньощелепна з субтрикутною поверхнею зчленування з виличною, яку розвернуто латерально більш ніж дорсально й із помітним дорсальним виличним горбком, спрямованим каудально; різко загнутим вниз сагітальним гребенем тім‘яної, розташованим значно вище за скроневу плитку. Крім того, Eotrachodon відрізняється від решти гадрозаврид такою комбінацією характеристик: тонкий, загнутий край передщелепної (також у Gryposaurus, Prosaurolophus і Saurolophus); верхньощелепна з глибокою ростральною частиною; ростродорсальним краєм ростровентральної верхівки, що утворює 45-градусний кут із ростральною частиною зубного ряду; дорсальним відростком, що цілком розташовується каудально відносно середини кістки; широкий ростродорсальний край з широким латеральним контактом зі сльозовою; короткий (25% довжини верхньощелепної) й нахилений ектоптеригоїдний виступ.